# وایمن بی. اس. مور
وایمن بی.اس. مور (به انگلیسی: Wyman Bradbury Seavy Moor) سناتور سابق عضو حزب دموکرات ایالات متحده آمریکا بود. وی در سال ۱۸۴۸ میلادی سناتور ایالت مین در سنای ایالات متحده آمریکا بود.